# Reino da Bósnia
O Reino da Bósnia (Servo-croata; Kraljevina Bosna / Краљевина Босна) ou também conhecido como Reino Bósnio foi um estado medieval da península Balcânica fundado em 1377 e durando até 1463, cujos territórios correspondem a atual Bósnia e Herzegovina. Fundado em 1377 por Tordácato I após a independência do Reino da Hungria o estado conseguiu manter sua independência por quase 90 anos sob a Casa de Kotromanić, sendo um importante aliado do Despotado Sérvio, Reino da Geórgia e de outras nações da Europa Oriental, em especial tendo relações com o Império Bizantino. 

## História
O Reino da Bósnia surgiu do banato Bósnio, um entidade política subordinada ao Reino da Hungria e fundada em 1154. Conseguiu sua independência em 1377 com apoio do Império Bizantino, que ajudou na elevação do ban Tordácato I como rei da Bósnia. O reino conseguiu então boas relações com os reinos ortodoxos da Europa Oriental. A Hungria jamais reconheceu a independência da Bósnia, sempre considerando como legitimamente húngaras.  Foi durante o reinado de Tordácato I que o reino alcançou uma autonomia e reconhecimento grande dos demais reinos, porém tal coisa jamais ocorreria outra vez após a morte deste em 1391. 
O reino manteve entrou em períodos de instabilidades políticas em vários momentos, principalmente as disputas internas pelo poder e ao enfraquecimento dos reinos balcânicos devido á invasões turcas.  Após a morte de Tordácato II o país entrou em períodos de guerras civis e disputas pelo poder, principalmente devido a luta de ortodoxos e católicos, apoiados pela Hungria e a sucessão do trono como a reivindicação do rei rebelde Radivoj. Em 1459 o príncipe Estêvão Kotromanic assumiu como despota da Sérvia, sendo deposto após a conquista do país pelo Império Otomano. Ele assumira mais tarde o trono bósnio após a morte de seu pai, Estêvão Tomás em 1461 e reinando como Estêvão II. 
A Bósnia estava sob constante ataque dos otomanos e cada vez mais fraca na ocasião. O rei tentou pedir ajuda ao rei Matias I e a Igreja Católica, tendo chegado a se converter ao catolicismo. Apesar de seus esforços nenhuma ajuda veio por parte da Igreja ou da Hungria. Em 25 de maio de 1463 os otomano conquistam de vez o reino e depõem Estêvão, que após aprisionado se converteu ao islamismo para não ser morto pelos otomanos, porém mais uma vez o ato não surtiu efeito e o ex-rei foi decapitado em Junho de 1463. 

## Lista de governantes da Bósnia

### Reis da Bósnia
- Tordácato I (1377 - 1391)
- Dabiša (1391 - 1395)
- Helena (1395 - 1398)
- Ostoja (1398 - 1404; 1409 - 1418)
- Tordácato II (1404 - 1409; 1421 - 1433)
- Estêvão Ostojić (1418 - 1420)
- Radivoj (1421 - 1433).. Rei rebelde
- Tomé (1435 - 1461)
- Estêvão II (1461 - 1463)

### Rainhas-Consortes
- Doroteia da Bulgária (1377 - 1390).. Esposa de Tordácato I.
- Helena (1391 - 1395).. Esposa de Dabiša.
- Vitača.. Primeira esposa de Ostoja
- Kujava (1399 - 1415).. Segunda esposa de Ostoja
- Helena Nelipić (1416 - 1418).. Terceira esposa de Ostoja
- Doroteia Garai.. Esposa de Tordácato II
- Vojača (1443 - 1445).. Primeira esposa de Tomé
- Catarina (1446 - 1461).. Segunda esposa de Tomé
- Helena Maria da Sérvia (1461 - 1463).. Esposa de Estêvão II.